# Élections législatives de 1993 dans la Drôme
Les élections législatives françaises de 1993 se déroulent les 21 et 28 mars 1993. Dans le département de la Drôme, quatre députés sont à élire dans le cadre de quatre circonscriptions.

## Élus
| Circonscription | Député sortant | Parti | Parti         | Député élu ou réélu | Parti | Parti     |
| --------------- | -------------- | ----- | ------------- | ------------------- | ----- | --------- |
| 1re             | Roger Léron    |       | PS            | Patrick Labaune     |       | RPR       |
| 2e              | Alain Fort     |       | PS            | Thierry Cornillet   |       | UDF (Rad) |
| 3e              | Henri Michel   |       | PS            | Hervé Mariton       |       | UDF (PR)  |
| 4e              | Georges Durand |       | Divers droite | Georges Durand      |       | UDF (PR)  |

## Positionnement des partis
Les candidats d'alliance RPR-UDF et divers droite se présentent sous la bannière de l'Union pour la France et ceux du Parti socialiste derrière l'Alliance des Français pour le Progrès. Par ailleurs, Les Verts et Génération écologie s'unissent sous l'étiquette Entente des écologistes.

## Résultats

### Résultats à l'échelle du département
| Parti          | Parti                                       | Premier tour | Premier tour | Second tour | Second tour | Sièges |
| Parti          | Parti                                       | Voix         | %            | Voix        | %           | Sièges |
| -------------- | ------------------------------------------- | ------------ | ------------ | ----------- | ----------- | ------ |
|                | Union pour la démocratie française          | 43 731       | 23,53        | 79 109      | 42,75       | 3      |
|                | Rassemblement pour la République            | 27 079       | 14,57        | 24 747      | 13,37       | 1      |
|                | Centre national des indépendants et paysans | 4 322        | 2,33         |             |             | 0      |
|                | Divers droite                               | 1 401        | 0,75         | 0           |             |        |
|                | Union pour la France                        | 76 533       | 41,17        | 103 856     | 56,12       | 4      |
|                |                                             |              |              |             |             |        |
|                | Parti socialiste                            | 40 149       | 21,60        | 81 191      | 43,88       | 0      |
|                | Divers gauche (Maj. prés.)                  | 410          | 0,22         |             |             | 0      |
|                | Alliance des Français pour le progrès       | 40 559       | 21,82        | 81 191      | 43,88       | 0      |
|                |                                             |              |              |             |             |        |
|                | Génération écologie                         | 11 881       | 6,39         |             |             | 0      |
|                | Les Verts                                   | 11 035       | 5,94         | 0           |             |        |
|                | Entente des écologistes                     | 22 916       | 12,33        |             |             | 0      |
|                |                                             |              |              |             |             |        |
|                | Front national                              | 25 681       | 13,82        |             |             | 0      |
|                | Parti communiste français                   | 15 138       | 8,14         | 0           |             |        |
|                | Divers                                      | 3 721        | 2,00         | 0           |             |        |
|                | Lutte ouvrière                              | 801          | 0,43         | 0           |             |        |
|                | Extrême droite                              | 541          | 0,29         | 0           |             |        |
|                |                                             |              |              |             |             |        |
| Inscrits       | Inscrits                                    | 286 347      | 100,00       | 286 341     | 100,00      | 4      |
| Abstentions    | Abstentions                                 | 89 791       | 31,36        | 85 725      | 29,94       |        |
| Votants        | Votants                                     | 196 556      | 68,64        | 200 616     | 70,06       |        |
| Blancs et nuls | Blancs et nuls                              | 10 666       | 5,43         | 15 569      | 7,76        |        |
| Exprimés       | Exprimés                                    | 185 890      | 94,57        | 185 047     | 92,24       |        |

### Résultats par circonscription

#### Première circonscription (Valence)
| Candidat       | Candidat              | Parti          | Premier tour | Premier tour | Second tour | Second tour |  |
| Candidat       | Candidat              | Parti          | Voix         | %            | Voix        | %           |  |
| -------------- | --------------------- | -------------- | ------------ | ------------ | ----------- | ----------- |  |
|                | Patrick Labaune élu   | RPR (UPF)      | 17 083       | 40,93        | 24 747      | 58,42       |  |
|                | Roger Léron sortant   | PS (ADFP)      | 9 799        | 23,48        | 17 615      | 41,58       |  |
|                | René Lauer            | FN             | 5 603        | 13,43        |             |             |  |
|                | Annie Viel-Puech      | GÉ (EÉ)        | 4 604        | 11,03        |             |             |  |
|                | Yvonne Allégret       | PCF            | 2 506        | 6            |             |             |  |
|                | Sylvie Crozet         | LO             | 801          | 1,92         |             |             |  |
|                | Jean Martinez         | CNIP           | 665          | 1,59         |             |             |  |
|                | Claudette Munoz       | Extrême droite | 364          | 0,87         |             |             |  |
|                | Jean-François Dottori | Divers         | 308          | 0,74         |             |             |  |
|                |                       |                |              |              |             |             |  |
| Inscrits       | Inscrits              | Inscrits       | 65 191       | 100,00       | 65 189      | 100,00      |  |
| Abstentions    | Abstentions           | Abstentions    | 21 430       | 32,87        | 19 898      | 30,52       |  |
| Votants        | Votants               | Votants        | 43 761       | 67,13        | 45 291      | 69,48       |  |
| Blancs et nuls | Blancs et nuls        | Blancs et nuls | 2 028        | 4,63         | 2 929       | 6,47        |  |
| Exprimés       | Exprimés              | Exprimés       | 41 733       | 95,37        | 42 362      | 93,53       |  |

#### Deuxième circonscription (Montélimar - Pierrelatte)
| Candidat       | Candidat              | Parti          | Premier tour | Premier tour | Second tour | Second tour |  |
| Candidat       | Candidat              | Parti          | Voix         | %            | Voix        | %           |  |
| -------------- | --------------------- | -------------- | ------------ | ------------ | ----------- | ----------- |  |
|                | Thierry Cornillet élu | UDF (Rad)      | 15 605       | 35,61        | 22 643      | 52,49       |  |
|                | Alain Fort sortant    | PS (ADFP)      | 10 555       | 24,09        | 20 492      | 47,51       |  |
|                | Albert Rosset         | FN             | 6 588        | 15,03        |             |             |  |
|                | Jean-Pierre Morichaud | Les Verts (EÉ) | 5 718        | 13,05        |             |             |  |
|                | Pierre Trapier        | PCF            | 3 885        | 8,87         |             |             |  |
|                | Franck Maisonnat      | CNIP           | 1 471        | 3,36         |             |             |  |
|                |                       |                |              |              |             |             |  |
| Inscrits       | Inscrits              | Inscrits       | 66 873       | 100,00       | 66 873      | 100,00      |  |
| Abstentions    | Abstentions           | Abstentions    | 20 046       | 29,98        | 19 422      | 29,04       |  |
| Votants        | Votants               | Votants        | 46 827       | 70,02        | 47 451      | 70,96       |  |
| Blancs et nuls | Blancs et nuls        | Blancs et nuls | 3 005        | 6,42         | 4 316       | 9,1         |  |
| Exprimés       | Exprimés              | Exprimés       | 43 822       | 93,58        | 43 135      | 90,9        |  |

#### Troisième circonscription (Crest - Die - Nyons)
| Candidat       | Candidat             | Parti          | Premier tour | Premier tour | Second tour | Second tour |  |
| Candidat       | Candidat             | Parti          | Voix         | %            | Voix        | %           |  |
| -------------- | -------------------- | -------------- | ------------ | ------------ | ----------- | ----------- |  |
|                | Hervé Mariton élu    | UDF (PR)       | 11 360       | 20,89        | 30 155      | 54,98       |  |
|                | Henri Michel sortant | PS (ADFP)      | 11 009       | 20,24        | 24 688      | 45,02       |  |
|                | Michel Faure         | RPR            | 9 996        | 18,38        |             |             |  |
|                | Gérard Védrines      | GÉ (EÉ)        | 7 277        | 13,38        |             |             |  |
|                | Georges Carlot       | FN             | 5 581        | 10,26        |             |             |  |
|                | Jean-Pierre Rambaud  | PCF            | 5 121        | 9,42         |             |             |  |
|                | Bernard Dinges       | CPNT           | 3 413        | 6,28         |             |             |  |
|                | Roch Abbate          | CNI            | 623          | 1,15         |             |             |  |
|                |                      |                |              |              |             |             |  |
| Inscrits       | Inscrits             | Inscrits       | 81 391       | 100,00       | 81 388      | 100,00      |  |
| Abstentions    | Abstentions          | Abstentions    | 23 903       | 29,37        | 22 317      | 27,42       |  |
| Votants        | Votants              | Votants        | 57 488       | 70,63        | 59 071      | 72,58       |  |
| Blancs et nuls | Blancs et nuls       | Blancs et nuls | 3 108        | 5,41         | 4 228       | 7,16        |  |
| Exprimés       | Exprimés             | Exprimés       | 54 380       | 94,59        | 54 843      | 92,84       |  |

#### Quatrième circonscription (Romans-sur-Isère)
| Candidat       | Candidat                     | Parti                      | Premier tour | Premier tour | Second tour | Second tour |  |
| Candidat       | Candidat                     | Parti                      | Voix         | %            | Voix        | %           |  |
| -------------- | ---------------------------- | -------------------------- | ------------ | ------------ | ----------- | ----------- |  |
|                | Georges Durand sortant réélu | UDF (PR)                   | 16 766       | 36,48        | 26 311      | 58,85       |  |
|                | Henri Bertholet              | PS (ADFP)                  | 8 786        | 19,12        | 18 396      | 41,15       |  |
|                | Bernard Pinet                | FN                         | 7 909        | 17,21        |             |             |  |
|                | Denis Donger                 | Les Verts (EÉ)             | 5 317        | 11,57        |             |             |  |
|                | Jacques Faure                | PCF                        | 3 626        | 7,89         |             |             |  |
|                | Richard Muller               | CNI                        | 1 563        | 3,4          |             |             |  |
|                | Patrick Leblan               | Divers droite              | 1 401        | 3,05         |             |             |  |
|                | Victor Magnin                | Divers gauche (Maj. prés.) | 410          | 0,89         |             |             |  |
|                | Carmelo Martelli             | Extrême droite             | 177          | 0,39         |             |             |  |
|                |                              |                            |              |              |             |             |  |
| Inscrits       | Inscrits                     | Inscrits                   | 72 892       | 100,00       | 72 891      | 100,00      |  |
| Abstentions    | Abstentions                  | Abstentions                | 24 412       | 33,49        | 24 088      | 33,05       |  |
| Votants        | Votants                      | Votants                    | 48 480       | 66,51        | 48 803      | 66,95       |  |
| Blancs et nuls | Blancs et nuls               | Blancs et nuls             | 2 525        | 5,21         | 4 096       | 8,39        |  |
| Exprimés       | Exprimés                     | Exprimés                   | 45 955       | 94,79        | 44 707      | 91,61       |  |